# Lijst van Stolpersteine in Oosterhout
De lijst van Stolpersteine in Oosterhout geeft een overzicht van de gedenkstenen die in de gemeente Oosterhout in de Nederlandse provincie Noord-Brabant zijn geplaatst in het kader van het Stolpersteine-project van de Duitse beeldhouwer-kunstenaar Gunter Demnig.
Stolpersteine zijn opgedragen aan slachtoffers van het nationaalsocialisme, al diegenen die zijn vervolgd, gedeporteerd, vermoord, gedwongen te emigreren of tot zelfmoord gedreven door het nazi-regime. Demnig legt voor elk slachtoffer een aparte steen, meestal voor de laatste zelfgekozen woning.
Omdat het Stolpersteine-project doorloopt, kan deze lijst onvolledig zijn.

## Stolpersteine
In Oosterhout liggen drie Stolpersteine op drie adressen.

### Oosterhout
| Afbeelding | Inscriptie | Adres                         | Herdachte persoon                |
| ---------- | --- | ----------------------------- | -------------------------------- |
|            | HIER WOONDE ILSE JOHANNA BEHR GEB. 1901 GEARRESTEERD 2-8-1942 GEDEPORTEERD 1942 UIT WESTERBORK AUSCHWITZ VERMOORD 9-8-1942 | Leijsenhoek 73 Kaart (OSM)    | Ilse Johanna Behr (1901-1942)    |
|            | HIER WOONDE PATER JACQUES KERSSEMAKERS GEB. 1896 GEARRESTEERD 10-10-1942 VERMOORD 7-5-1943 FORT DE BILT, UTRECHT           | Hoogstraat 80 Kaart (OSM)     | Jacques Kerssemakers (1896-1942) |
|            | HIER WOONDE SIETZE VAN DER VELDE GEB. 1919 GEARRESTEERD 27-7-1941 VERMOORD 3-5-1942 SACHSENHAUSEN                          | Klappeijstraat 46 Kaart (OSM) | Sietze van der Velde (1919-1942) |

## Data van plaatsingen
- 31 oktober 2014: drie Stolpersteine op Hoogstraat 80, Klappeijstraat 46, Leijsenhoek 73